# Соходол (Албак, Алба)
Соходол (рум. Sohodol) — село у повіті Алба в Румунії. Входить до складу комуни Албак.
Село розташоване на відстані 333 км на північний захід від Бухареста, 65 км на північний захід від Алба-Юлії, 60 км на південний захід від Клуж-Напоки.

## Населення
За даними перепису населення 2002 року у селі проживали 27 осіб, усі — румуни. Усі жителі села рідною мовою назвали румунську.